# 한근형
한근형(韓槿瀅, 1991년 5월 7일 ~ )은 우리공화당 최고위원 직위를 지내고 있는 대한민국의 정당인이다.

## 학력
- 동명초등학교(前) → 충렬초등학교
- 충렬중학교
- 용인고등학교
- 부경대학교 전자공학과
- 부경대학교 대학원 전자공학과

## 경력
- 대한애국당 부산시당 해운대구 조직위원회 위원장
- 대한애국당 최고위원 겸 당무위원
- 2018년 6월 13일 재보궐선거에 부산광역시 해운대구 국회의원 대한애국당 재보선 후보 출마하였지만 가장 낮은 득표율 (1.35%)로 낙선.
- 우리공화당 최고위원 겸 당무위원
- 우리공화당 부산시당 해운대을 조직위원장

## 역대 선거 결과
| 실시년도 | 선거        | 대수 | 직책     | 선거구           | 정당       | 득표수  | 득표율         | 순위 | 당락 | 비고 |
| -------- | ----------- | ---- | -------- | ---------------- | ---------- | ------- | -------------- | ---- | ---- | ---- |
| 2018년   | 6.13 재보선 | 20대 | 국회의원 | 부산 해운대구 을 | 대한애국당 | 1,188표 | \| \| 1.35% \| | 6위  | 낙선 |      |
|          | 1.35%       |      |          |                  |            |         |                |      |      |      |